# 민담의 꽃다발

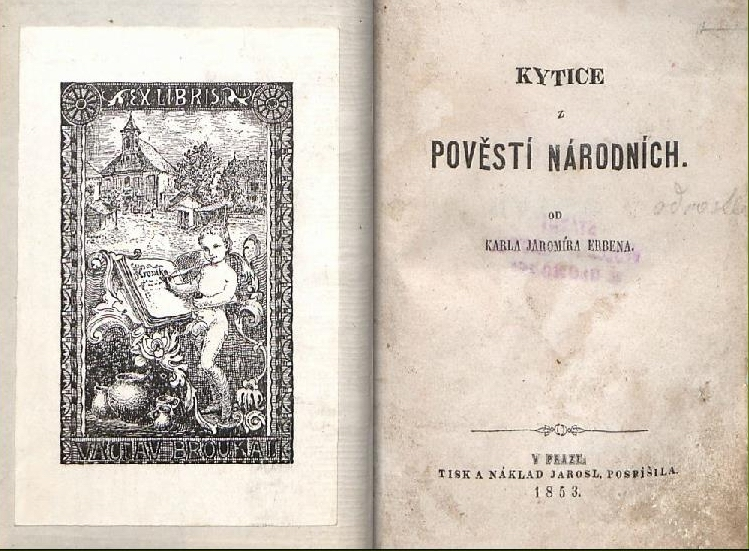

민담의 꽃다발(Kytice z pověstí národních)은 체코 문학 저자 카렐 야로미르 에르벤의 발라드 모음집이다. 이 모음집은 1853년 초판이 출간되었으며 처음에 12개의 시들로 구성되었다. 1861년 제2판에 릴리(Lilie)가 추가되었다. 19세기 체코 낭만주의의 대표작이며, 마하의 ≪5월≫과 함께 체코 근대시의 창시이자 효시가 된 작품이다. 마하가 저항과 반역, 염세주의와 회의주의를 기반으로 한 개인적 서정시를 썼던 데 비해, 단결과 연대에 대한 믿음을 포기하지 않은 에르벤은 현실을 바탕으로 한 객관적이고 초개인적인 가치에 주목한다. 체코 부흥 운동에 평생을 바친 그는 조국의 혼이 깃든 민담을 발라드 형태로 엮어 나라 잃은 동포들을 위로한다. 권재일 교수의 상세한 해설과 필라 퓌르스토바의 삽화가 작품의 맛을 한층 더한다.
이 작품은 19세기 전반 체코 낭만주의 문학의 대표작 중 하나일 뿐 아니라 체코 문학 3대 고전 중의 하나이고 체코 문학에서 가장 인기 있는 작품 중 하나다. 13편의 발라드들로 구성된 ≪민담의 꽃다발≫은 1834년부터 약 20년에 걸쳐 완성된 작품으로 시인의 첫 시집이자 마지막 시집이며 그의 필생의 작품이다. 유럽에 낭만주의가 퍼진 18세기 말에서 19세기, 체코는 합스부르크 군주국 오스트리아의 지배하에 민족 부흥 운동이 한창이었다. 이에 따라 체코 낭만주의는 자연히 애국적인 성격을 띠게 되었다. 에르벤도 한때는 애국 낭만주의에 경도되었으나 1830년대 중반 민속 발라드에 관심을 가지면서 인간과 인간 사이 혹은 인간과 자연 사이의 관계라는 실존의 문제로 방향을 전환한다.

## 개요
민담의 꽃다발은 발라드 모음집이다. 발라드는 중세 유럽에서 널리 퍼졌는데 처음에는 민속 문학 형태로 구전되다가 작가들이 이에 관심을 가지면서 문학 발라드로 발전했다. 에르벤은 민속 발라드의 주제와 형식을 차용해 이 발라드 모음집을 만들었다. 서정, 서사, 드라마를 특징으로 하는 민속 발라드의 예술 기교와 전통을 십분 활용해 극적인 전개로 독자의 시선을 사로잡고 다양한 운율과 각운을 도입하고 민속어를 활용해 예술적 완성도를 높였다. 에르벤은 이 작품으로 ≪5월≫의 시인 마하와 더불어 체코 시의 “”위대한 창시자”가 되었다. 이 작품은 네루다, 브르흘리츠키, 볼케르 등 많은 후배 시인들이 발라드 문학의 전통을 계승하게 만들었고 마네스, 알레시, 즈르자비 같은 화가에게도 많은 영감을 주었다. 드보르자크가 이를 바탕으로 교향시 <물의 정령 보드니크>, <정오 마녀 폴레드니체>, <황금물레>, <비둘기>, 칸타타 <혼례복>을 작곡했고, 피비흐는 멜로드라마 <성탄전야>, <물의 정령 보드니크>를, 노바크가 칸타타 <혼례복>을, 마르티누가 성악곡 <꽃다발>을 발표했으며, <혼례복>은 영화로도 만들어졌다. 그 외에도 연극, 영화, 드라마 등 많은 예술 분야가 영감을 얻고 영향을 받음으로써 ≪민담의 꽃다발≫은 체코 예술의 영감의 보고가 되었다.
에르벤의 첫 작품인 <꽃다발>에는 어머니의 무덤을 찾는 아이들을 위로하기 위해 꽃으로 환생한 어머니라는 전설의 마테르지도우슈카라는 꽃이 나온다. 엄마 잃은 아이를 위로하는 이 꽃은 넓은 의미로 보면 나라를 잃은 국민을 위로하는 민족의 어머니 혼을 의미한다. 체코 부흥 운동에 평생을 바친 에르벤은 조국의 혼이 깃든 민담들을 꽃다발로 엮어 나라 없이 타관을 떠도는 동포들에게 전하고 위로하려 한다. 이에 따라 수록된 작품은 1861년판에 추가된 <백합>을 제외하고는 앞뒤의 작품이 각각 주제별로 대칭을 이루고 있다. 첫 작품인 <꽃다발>과 마지막 작품 <여예언자>는 당시의 정치 상황에 대한 대응의 결과물로서 액자를 이루고, 그 속에 민족의 신화와 전설을 담은 11편의 이야기들을 넣어 민족정신을 함양하려 한 것이다.